# Сатпура (национальный парк)
Сатпура (хинди सतपुड़ा राष्ट्रीय उद्यान, англ. Satpura National Park) — один из национальных парков Индии. Расположен в округе Хошангабад штата Мадхья-Прадеш, в 55 км от городка Пачмархи и в 210 км от Бхопала. Площадь составляет 524 км². Высота территории парка изменяется от 300 до 1352 м над уровнем моря, высшая точка — гора Дхупгарх (1352 м). Парк был образован в 1981 году.
Млекопитающие представлены такими видами как: тигр, леопард, индийский замбар, аксис, четырёхрогая антилопа, дикий кабан, гарна, красный волк, индийская гигантская белка и др.